# 크리스 크리스토퍼슨

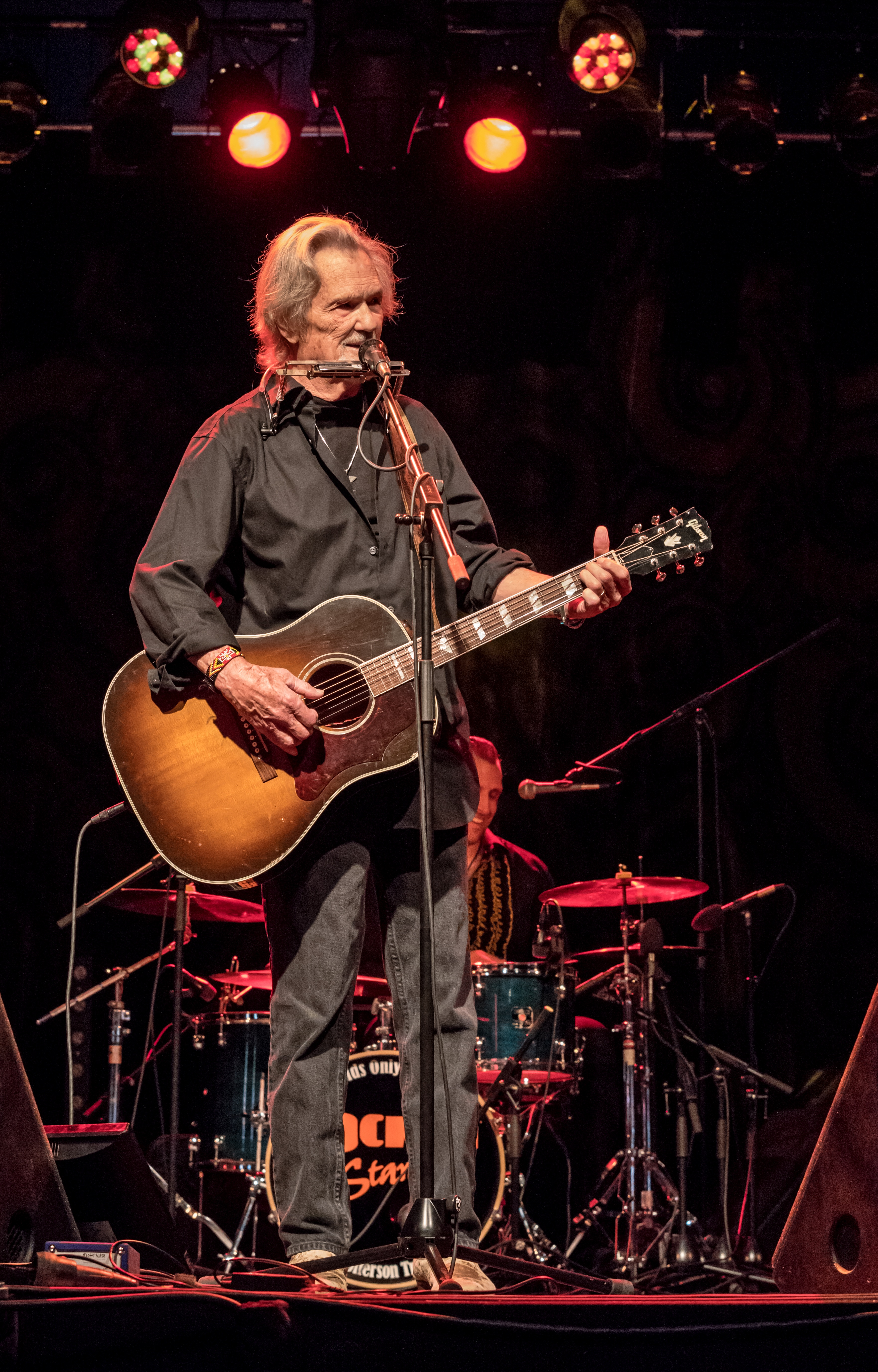
Kris Kristofferson. 텐트 뮤직 페스티벌 2017 프라이 부르크, 독일

크리스 크리스토퍼슨(Kris Kristofferson, 1936년 6월 22일~2024년 9월 28일)은 미국의 싱어송라이터이자 배우이며 예비역 미국 육군 대위이다. 1976년 뮤지컬영화 스타탄생(en)으로 골든 글로브상 남우주연상을 수상하였다.

## 출연 작품
- 블레이드
- 블레이드 2
- 블레이드 3
- 그는 당신에게 반하지 않았다
- 데드폴 - 쳇 역
- 모텔 라이프 - 얼 역
- 조이풀 노이즈 - 버나드 스패로우 역
- 해리 딘 스탠턴의 초상 - 본인 역
- 엔젤스 싱
- 돌핀 테일 2 - 리드 하스켓 역
- 세븐미니츠 - 미스터 B 역
- 웨스턴 테이큰
- 더 크리스마스 - 늙은 동키 역 (목소리)
- 히콕
- 블레이즈